# Marruecos en los Juegos Olímpicos de Atenas 2004
Marruecos estuvo representado en los Juegos Olímpicos de Atenas 2004 por un total de 55 deportistas, 47 hombres y 8 mujeres, que compitieron en 9 deportes.
La portadora de la bandera en la ceremonia de apertura fue la atleta Nezha Biduan.

## Medallistas
El equipo olímpico marroquí obtuvo las siguientes medallas:
| Nombre             | Deporte   | Competición |
| ------------------ | --------- | ----------- |
| Oro                |           |             |
| Hicham El Guerrouj | Atletismo | 1500 m M    |
| Hicham El Guerrouj | Atletismo | 5000 m M    |
| Plata              |           |             |
| Hasna Benhasi      | Atletismo | 800 m F     |
| Bronce             |           |             |
| —                  |           |             |